# میهران دمیرچیان

میهران هواکیمی دمیرچیان (ارمنی: Միհրան Հովակիմի Դեմիրճյան؛ زاده ۱۲ مارس ۱۹۵۰ - درگذشته ۳۰ آوریل ۲۰۱۶) نوازنده عود اهل ارمنستان بود. وی بین سال‌های - تا - میلادی فعالیت می‌کرد. 

## زندگی‌نامه
وی در ۱۲ مارس ۱۹۵۰ در ایروان به دنیا آمد و از کالج دولتی موسیقی رومانوس ملیکیان و کنسرواتوار دولتی کومیتاس ایروان فارغ‌التحصیل گشت. وی همچنین برنده جوایزی همچون چهره فرهنگی شایسته جمهوری ارمنستان شد. وی در ۳۰ آوریل ۲۰۱۶ در سن ۶۶ سالگی در ایروان درگذشت. 